# Fijikejsarduva
Fijikejsarduva (Ducula latrans) är en fågel i familjen duvor inom ordningen duvfåglar.

## Utseende och läte
Fijikejsarduvan är en stor duva med lång hals och lång stjärt. Den är brun på kroppen och stjärten, medan den är grå på huvud och hals och persikofärgad på bröstet. Arten liknar stillahavskejsarduvan, men denna är grå med gröna vingar. Vanligaste lätet är ett ugglelikt hoande "whu!..whu!..whu!..whu!".

## Utbredning och systematik
Fågeln är endemisk för Fiji där den förekommer i regnskog på de större öarna. Den behandlas som monotypisk, det vill säga att den inte delas in i några underarter.

## Status
Trots det begränsade utbredningsområdet och att den tros minska i antal anses beståndet vara livskraftigt av internationella naturvårdsunionen IUCN. 

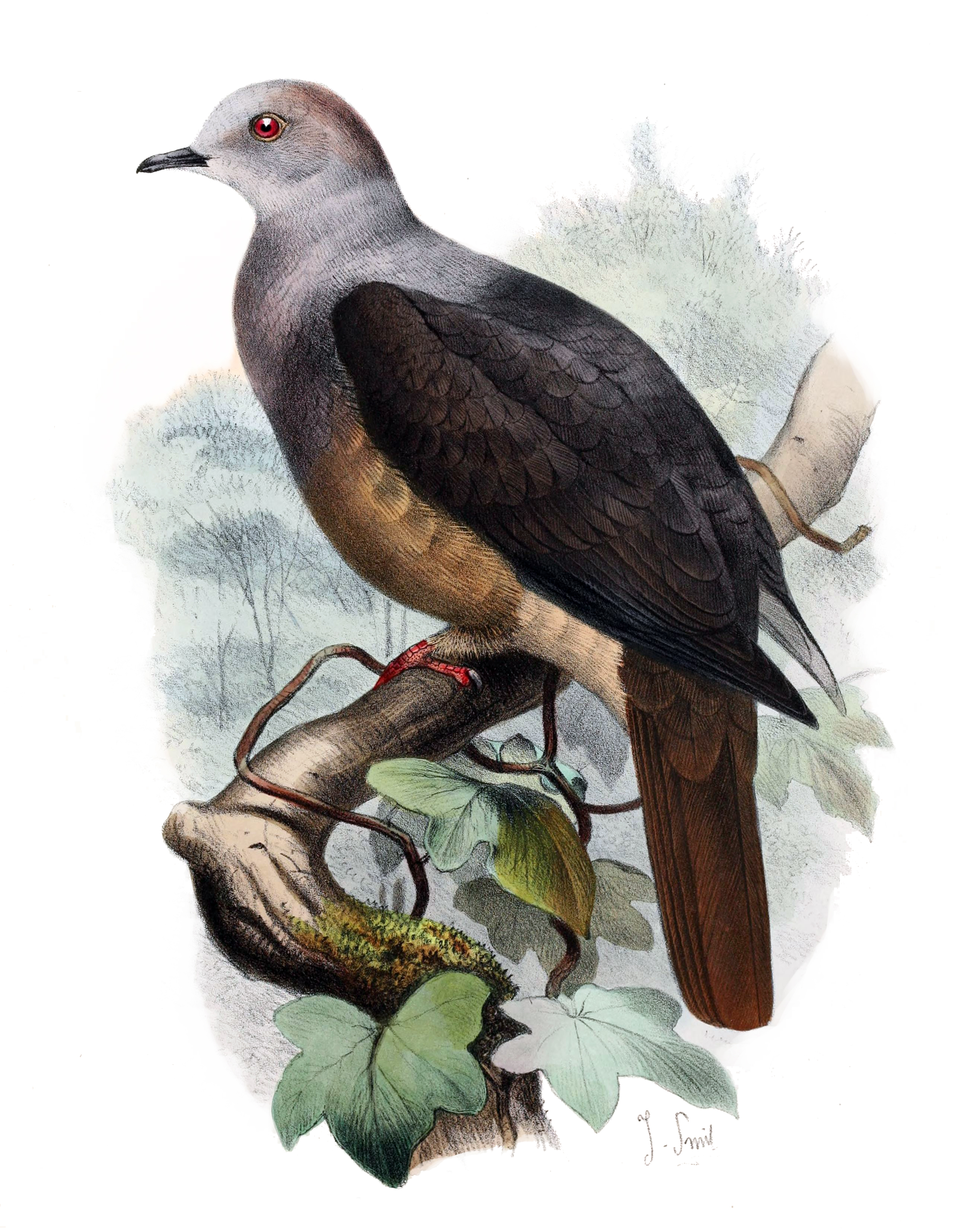